# اسلام در صربستان
پیشینه ورود اسلام به صربستان به سده ۱۳ میلادی باز می‌گردد.

## پیشینه
به نظر می‌رسد که اسلام نخستین بار در ۶۶۲ قمری (۱۲۶۴ میلادی) به کوشش یکی از عارفان آناتولی با نام «ساری صالتق» به شبه جزیره بالکان راه یافته باشد.
حضور مسلمانان در صربستان، به سده ۱۶ به بعد و در زمان حضور ترک‌های عثمانی در صربستان مربوط است. شکل‌گیری هسته مرکزی اسلام در صربستان، از زمان مهاجرت‌های شرق‌تبار، جذب و اسکان گروه‌های غیر اسلاو و از همه مهمتر، اقامت تعداد قلیلی از ترک نژادها، از زمان حمله عثمانی به صربستان، آغاز شده است.

## در دوران معاصر
پس از خروج عثمانی‌ها از صربستان در سال ۱۸۶۸ و بر اساس فرمان پادشاه میخائیلوویچ، اظهار اسلام در سراسر این کشور ممنوع شد، اما با این حال مظاهر اسلامی همچون مساجد به حال خود باقی ماندند. پس از حاکمیت کاتولیک‌های اتریشی در صربستان، آن‌ها تمام مساجد را ویران کردند. در آن زمان فقط در بلگراد ۲۷۳ مسجد وجود داشت که به جز مسجد بایراکلی که هم‌اکنون نیز مورد استفاده مسلمانان است، مابقی مساجد را ویران کردند و تنها مسجد باقی‌مانده را نیز به کلیسا تبدیل کردند.
مارشال تیتو در سال ۱۹۶۸ با اصلاح قانون اساسی، مسلمانان را که اکثر آن‌ها از ملیت صرب به شمار می‌آمدند به عنوان ملیت مسلمانان به رسمیت شناخت.
مسلمانان صربستان در دو شهر بلگراد و نووی پازار تمرکز یافته‌اند.

## پیوند به بیرون

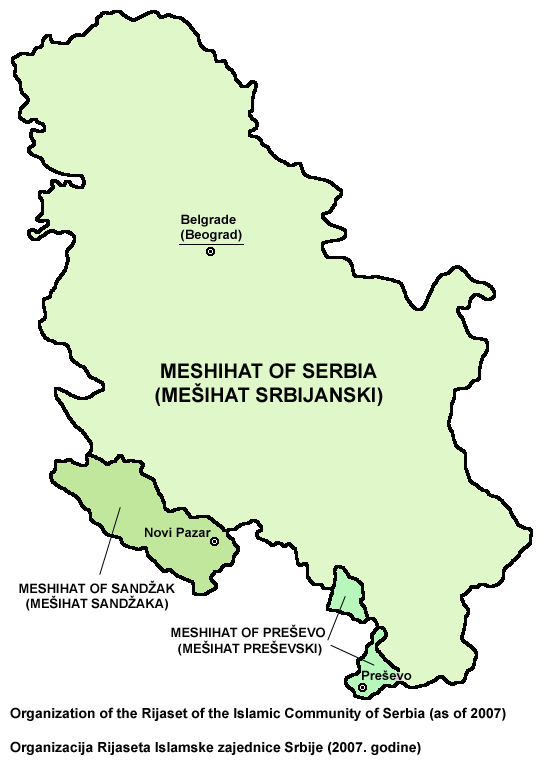
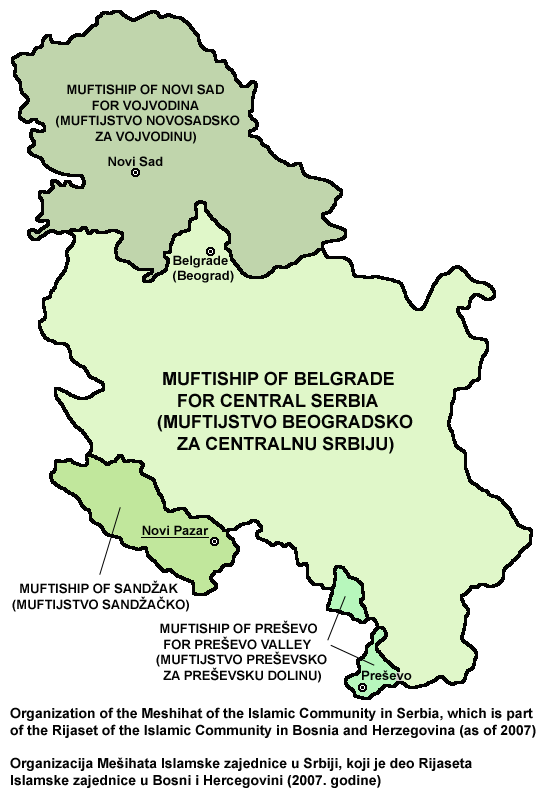
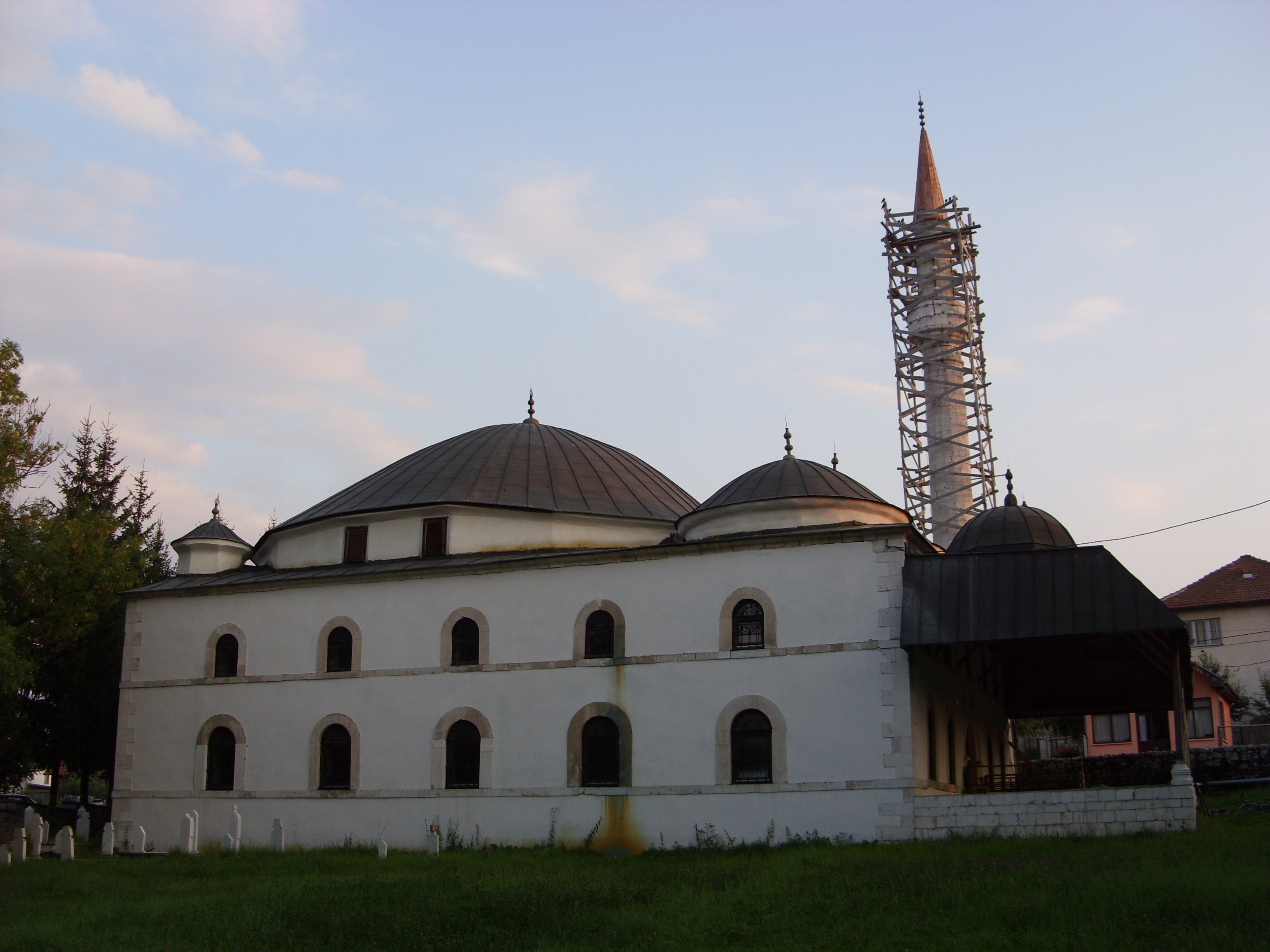
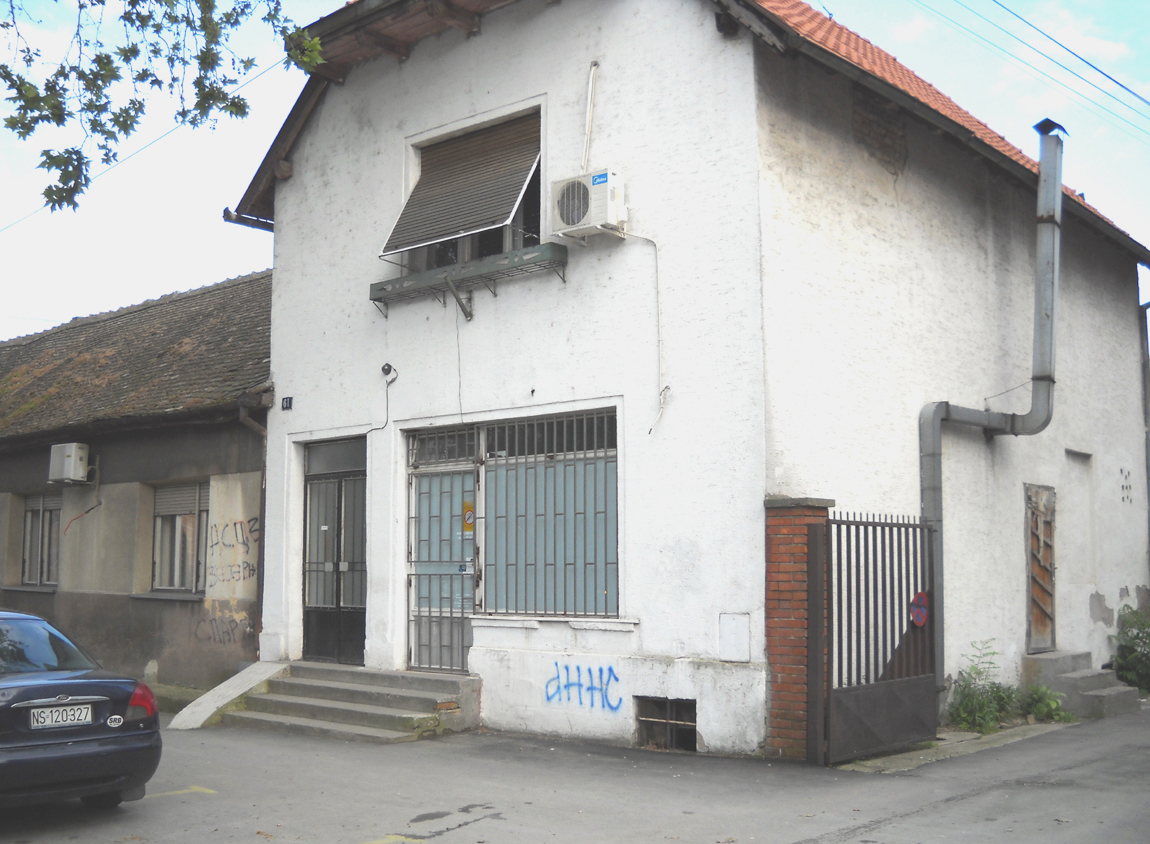